# Erazm z Formii

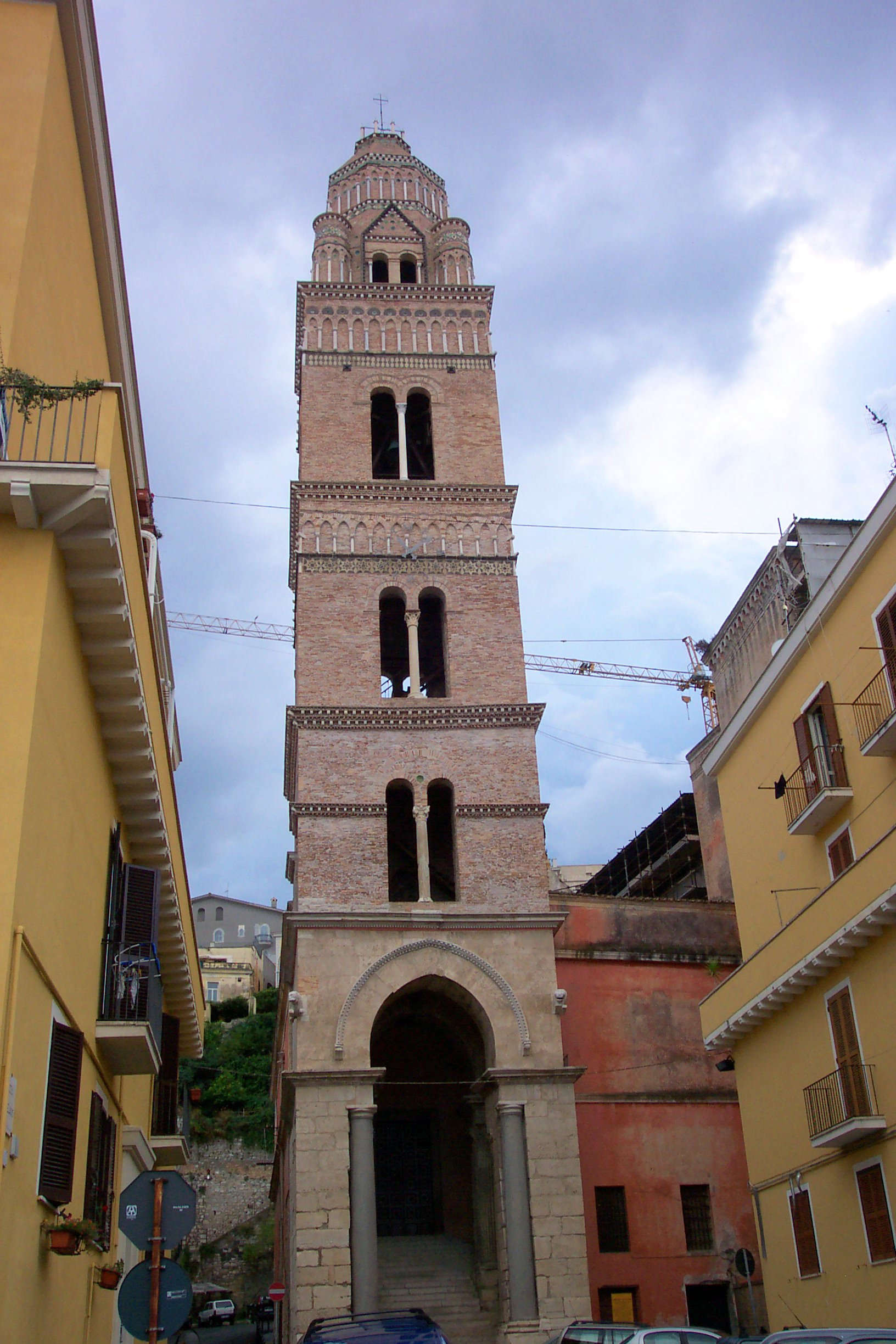
Dzwonnica katedry św. Erazma w Gaecie

Erazm z Formii, Erazm z Antiochii , św. Elmo (cs. священномученик Эразм; zm. 303 lub ok. 310 w Formii ) – święty Kościoła katolickiego i prawosławnego, wg legendy biskup i męczennik, jeden z Czternastu Świętych Wspomożycieli.

## Żywot świętego
Na jego temat wiadomo niewiele, znany jest głównie z ahistorycznych legend.
Prawdopodobnie Erazm pochodził z Antiochii . Został biskupem rodzinnego miasta. W czasie prześladowań za panowania cesarza Dioklecjana ukrywał się w jaskini w górach Libanu. Został jednak schwytany i był wielokrotnie torturowany. Według legendy został uwolniony z więzienia przez Michała Archanioła. Udał się wówczas statkiem do Kampanii i w miejscowości Formia zmarł na skutek odniesionych ran.
Jedna z legend mówi, że pewnego razu, gdy św. Elmo głosił kazanie, obok niego uderzył piorun. Święty jednak kontynuował kazanie, nie zwracając uwagi na niebezpieczeństwo. Jego odwaga zachwyciła słuchaczy. Żeglarze podczas burz zaczęli zanosić modlitwy do Boga właśnie za wstawiennictwem tego świętego, obierając go sobie za patrona.

## Patronat
Wzywano go jako obrońcę przed zarazą, w czasie kolek i boleści brzucha (co miało związek z torturami, jakie mu zadano, a polegającymi na wyrywaniu wnętrzności) oraz podczas porodu. Jest patronem marynarzy (wyładowania elektryczne, obserwowane na masztach statków, odczytywano jako znak jego opieki i nazywano ogniami św. Elma), żeglarzy, tokarzy, tkaczy, Gaety, Formii.

## Dzień obchodów
Wspomnienie liturgiczne obchodzone jest w Kościele katolickim 2 czerwca.
Cerkiew prawosławna wspomina męczennika 4/17 maja, tj. 17 maja według kalendarza gregoriańskiego.

## Ikonografia
Przedstawiany jest w biskupich szatach z księgą w ręku, również w czasie męczeństwa z korbą, na którą są nawijane jego wnętrzności, alternatywnie z żelaznymi gwoździami wbitymi w paznokcie.

## Relikwie
Początkowo jego relikwie były przechowywane w Formii. Po zniszczeniu miasta w 842 roku przez Saracenów zostały one przeniesione do Gaety, gdzie do dzisiaj znajduje się katedra pod jego wezwaniem.